# Walther Hermann Nernst
Walther Hermann Nernst (Briesen, Prússia 25 de juny de 1864 - Bad Muskau, estat alemany de Saxònia, Alemanya 18 de novembre de 1941) fou un físic, químic i professor universitari alemany guardonat amb el Premi Nobel de Química l'any 1920.

## Biografia
Nascut a la ciutat de Briesen, en aquells moments situada a Prússia que a principis del segle XXI forma part de Polònia i és anomenada Wąbrzeźno. Va estudiar física, química i matemàtiques a les universitats de Zúric, Berlín, Graz i Würzburg.
Després de treballar un temps a Leipzig des de 1891 exercí com a professor de física a la Universitat de Göttingen, on fundà l'any 1895 l'Institut de Química, Física i Electroquímica. L'any 1905 es traslladà a la Universitat Humboldt de Berlin com a professor i director de l'Institut de Química Física, i el 1922 fou nomenat president de l'Institut Fisicotècnic de Berlín-Charlottenburg, càrrec que abandonà el 1933.

## Recerca científica

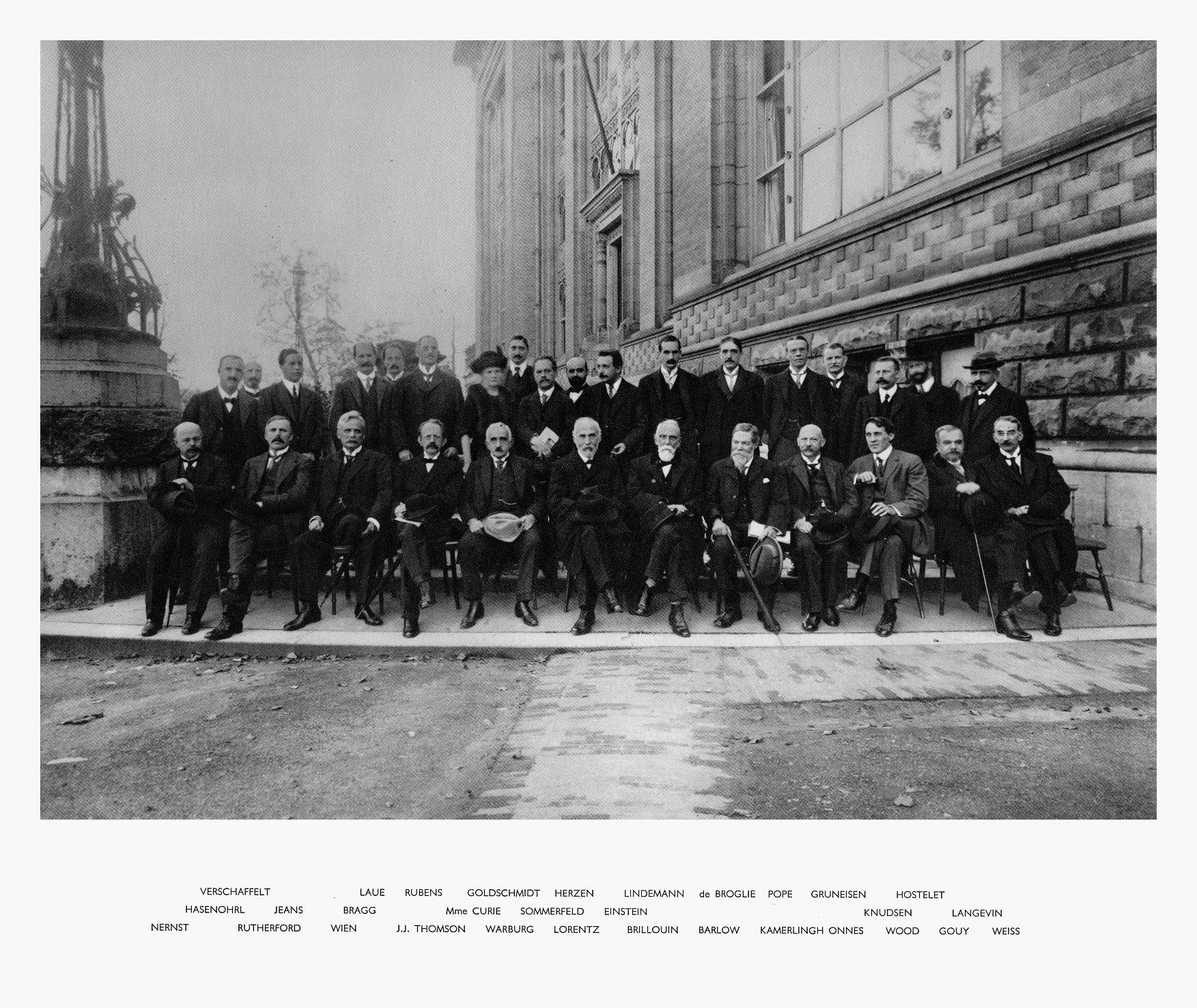
Segona Conferència Solvay (1913), conferències promogudes per Nernst i Max Planck. Podem veure Nernst, situat el primer per l'esquerra de la primera fila, assegut al costat d'Ernest Rutherford

Els seus treballs ajudaren a establir la moderna físico-química, treballant en els camps de l'electroquímica, termodinàmica, química de l'estat sòlid i fotoquímica.
Desenvolupà una teoria osmòtica per explicar i determinar el potencial dels electròdes d'una pila de concentració i formulà la llei de distribució d'una matèria entre dues fases donades. L'any 1897 inventà l'anomenada làmpada de Nernst, amb un filament, constituït per òxids de zirconi i itri, que es fa conductor a l'escalfar-se, arribant a temperatures superiors en més de 1.000 °C respecte altres làmpades, més eficaç que les antigues làmpades de carbó i que sol usar-se com a font de raigs infrarojos, i precursora de la làmpada d'incandescència.
El 1905 va establir, el que ell mateix anomenà, "nou teorema de la calor" i conegut més endavant com el Tercer Principi de la termodinàmica, segons el qual l'entropia d'una matèria tendeix a anul·lar-se quan la temperatura s'aproxima al zero absolut. Per aquest descobriment l'any 1920 fou guardonat amb el Premi Nobel de Química, premi que fou anunciat el 10 de novembre de 1921 i entregat aquell mateix any.
A partir de 1933 es dedicà a l'estudi de l'electroacústica i astrofísica, inventant una microbalança així com un piano elèctric amb un amplificador.

## Reconeixements
En honor seu s'anomenà l'asteroide (24748) Nernst descobert el 26 de setembre de 1992 per Freimut Börngen i Ludtz D. Schmadel.